# ガーセム・ハッダーディファル
ガーセム・ハッダーディファル（Ghasem Haddadifar、1983年7月12日 - ）は、イランの元サッカー選手。元イラン代表。ポジションはミッドフィールダー。

## 来歴

### クラブ
選手生活のほとんどをゾブ・アハン・エスファハーンFCでプレー、ハズフィー・カップで3回優勝した。

### 代表
2010年にイラン代表でデビュー、AFCアジアカップ2011にも出場した。また、出場機会は無かったが、2014 FIFAワールドカップのメンバーにも選ばれた。2014年までに19試合に出場した。

## 代表歴

### 出場大会
- イラン代表
  - 2014 FIFAワールドカップ

### 試合数
- 国際Aマッチ 19試合 0得点（2010年-2014年）[1]

| イラン代表 | 国際Aマッチ | 国際Aマッチ |
| 年         | 出場        | 得点        |
| ---------- | ----------- | ----------- |
| 2010       | 2           | 0           |
| 2011       | 6           | 0           |
| 2012       | 5           | 0           |
| 2013       | 2           | 0           |
| 2014       | 4           | 0           |
| 通算       | 19          | 0           |